# Rob Mello
Rob Mello er en Techno-producer fra Storbritannien.